# Raus (Birs)
Die Raus (französisch La Rauss) ist ein fast 111⁄2 Kilometer langer Bach in den Schweizer Kantonen Solothurn und Bern und ein ostsüdöstlicher und rechter Zufluss der Birs in Moutier.

## Name
Der Name Raus kommt vom ahd. runsa ‹Flussbett, Strömung, Wassergang›.

## Geographie

### Quellbäche
Die Raus entsteht auf einer Höhe von 751,5 m ü. M. aus dem Zusammenfluss des Bantlibachs von links mit dem Rüschbach von rechts etwa 400 Meter südwestlich der Ortschaft Gänsbrunnen im Kanton Solothurn direkt vor der Sprachgrenze.

#### Bantlibach
Der Bantlibach ist der etwas über 21⁄2 Kilometer lange, westsüdwestliche und linke Quellbach der Raus im Solothurner Bezirk Thal. Mit 4,06 km² ist sein Einzugsgebiet grösser als das des rechten Quellbachs der Raus, womit er höchstwahrscheinlich ein Teil von deren hydrologischen Hauptstrang ist. Er ist ein steiles, kleines Fliessgewässer des montanen, karbonatischen Juras.
Der Bantlibach entspringt  im Gebiet der Einwohnergemeinde Welschenrohr-Gänsbrunnen auf einer Höhe von 1011,7 m ü. M. im Naturpark Thal östlich des Einzelgehöfts Binzberg und südöstlich des 1014 m ü. M. hohen Binzbergs am Nordrand eines kleinen Waldzipfels. Im nördlichen Bereich des Quellgebiets liegen nährstoffreiche Feuchtwiesen mit Sumpfdotterblumenwiesen und Spierstaudenfluren und im Süden schliesst sich ein Tannen-Buchenwald an.
Der Bach fliesst zunächst, begleitet auf seiner linken Seite von der Binzstrasse, etwa 400 Meter in ostnordöstlicher Richtung durch Grossviehweiden und unterfliesst dann das Bauerngehöft Subigerberg. Gut einen halben Kilometer bachabwärts wird er auf seiner rechten Seite vom etwa 700 Meter langen Cholgraben verstärkt. Er läuft nun am Nordfuss des Brunnersbergs entlang durch Buchenwälder (Zahnwurz-Buchenwald und Waldmeister-Buchenwald) und wird dann wiederum von rechts zuerst vom etwa 300 Meter langen Brunnersbergbach west und knapp 300 Meter später vom ungefähr 400 Meter langen Brunnersbergbach ost gespeist.
Der Bantlibach fliesst nun südlich am Gehöft Montpelon vorbei, unterquert die Militärstrasse und vereinigt sich schliesslich mit dem Rüschbach zur Raus.

#### Rüschbach
Der Rüschbach, auch Rüschgrabenbach genannt, ist der etwas über 11⁄2 Kilometer lange, südliche und rechte Quellbach der Raus im Solothurner Bezirk Lebern. Mit seinem etwas kleineren Einzugsgebiet von 3,22 km² ist er wohl ein Nebenstrang der Raus. Er ist ein steiles, kleines Fliessgewässer des montanen, karbonatischen Juras.

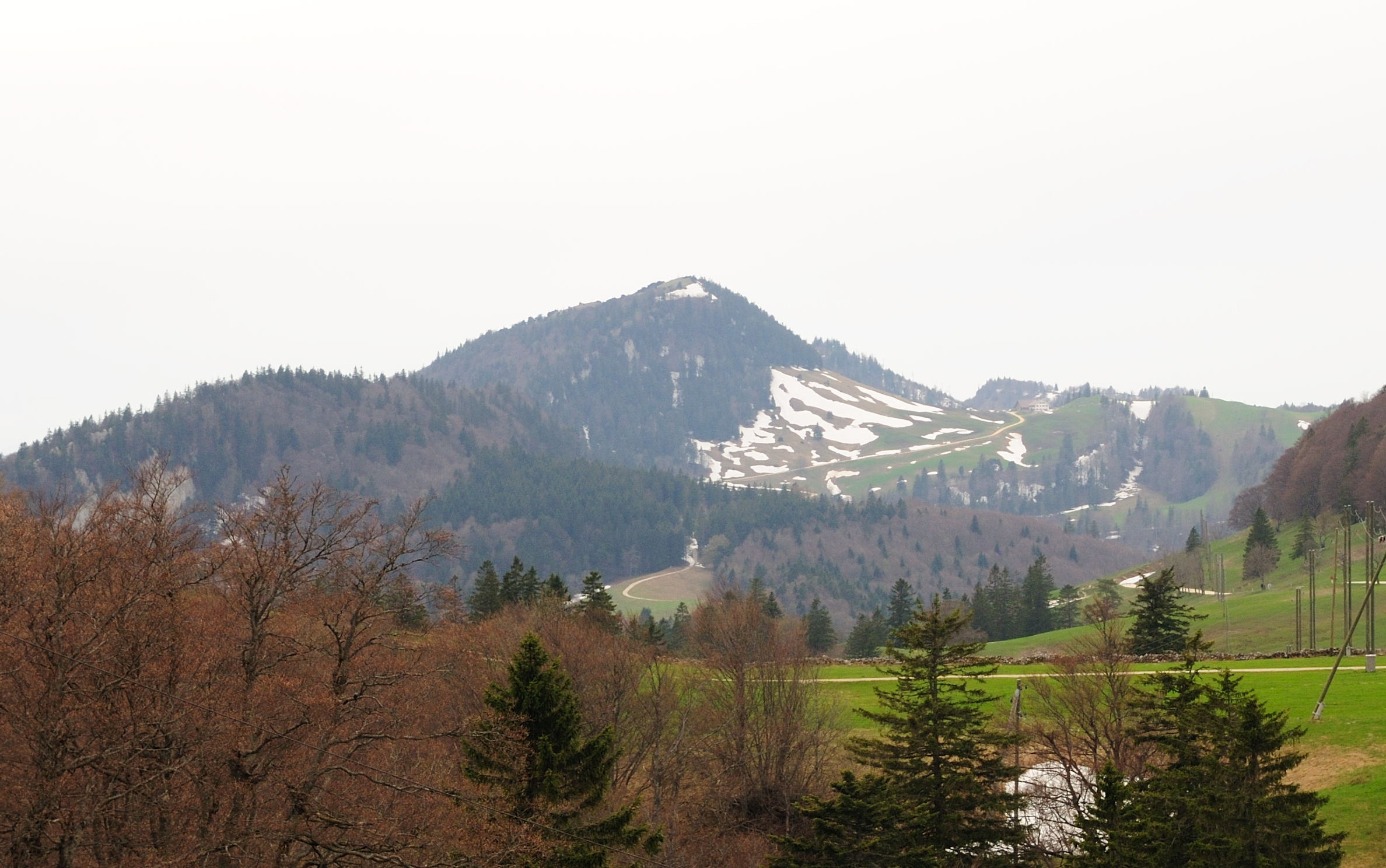
Die Hasenmatt

Der Rüschbach entspringt  auf einer Höhe von 1212 m ü. M. auf dem Gebiet der Einwohnergemeinde Selzach gut einen halben Kilometer östlich der Hasenmatt in einem Tannen-Buchenwald.
Er fliesst, begleitet vom ihm im wechselnden Abstand folgenden Wanderweg Bündtenweg, zunächst im Graben Chessel in nordnordöstlicher Richtung durch ein enges und bewaldetes Tal und wechselt nach etwas über 200 Metern von Selzach auf das Gebiet der Einwohnergemeinde Oberdorf SO. Beim Graben Gross-Chessel wird er auf seiner linken Seite vom gut 300 Meter langen Schwangbach und gleich danach auf der anderen Seite vom etwa gleichlangen Grosschesselgraben gestärkt. In diesem Bereich wechseln Tannen-Buchenwälder mit Zahnwurz-Buchenwäldern. Nunmehr fast nordwärts fliessend, läuft der Rüschbach an dem auf seiner rechten Seite inmitten von Talfettwiesen liegenden Einzelgehöft Rüschgraben vorbei und nimmt dann etwas bachabwärts auf seiner rechten Seite den fast 2 Kilometer langen Chlichesselbach auf. Bei einer markanten Felsengruppe passiert der Rüschbach die Gemeindegrenze von Oberdorf nach Welschenrohr-Gänsbrunnen und wechselt dabei gleichzeitig vom Bezirk Lebern zum Bezirk Thal.
Kurz vor der Militärstrasse verschwindet er verdolt in den Untergrund und taucht dann etwa 150 Meter später wieder an der Oberfläche auf und zieht danach weiterhin in Richtung Norden an der Ostflanke des Brunnersbergs entlang. Nach etwa 300 Metern kreuzt er den Schützenhausweg und vereinigt sich schliesslich mit dem Bantlibach zur Raus.

### Weiterer Verlauf

#### Vom Zusammenfluss bis zur Mündung des Gaibiat

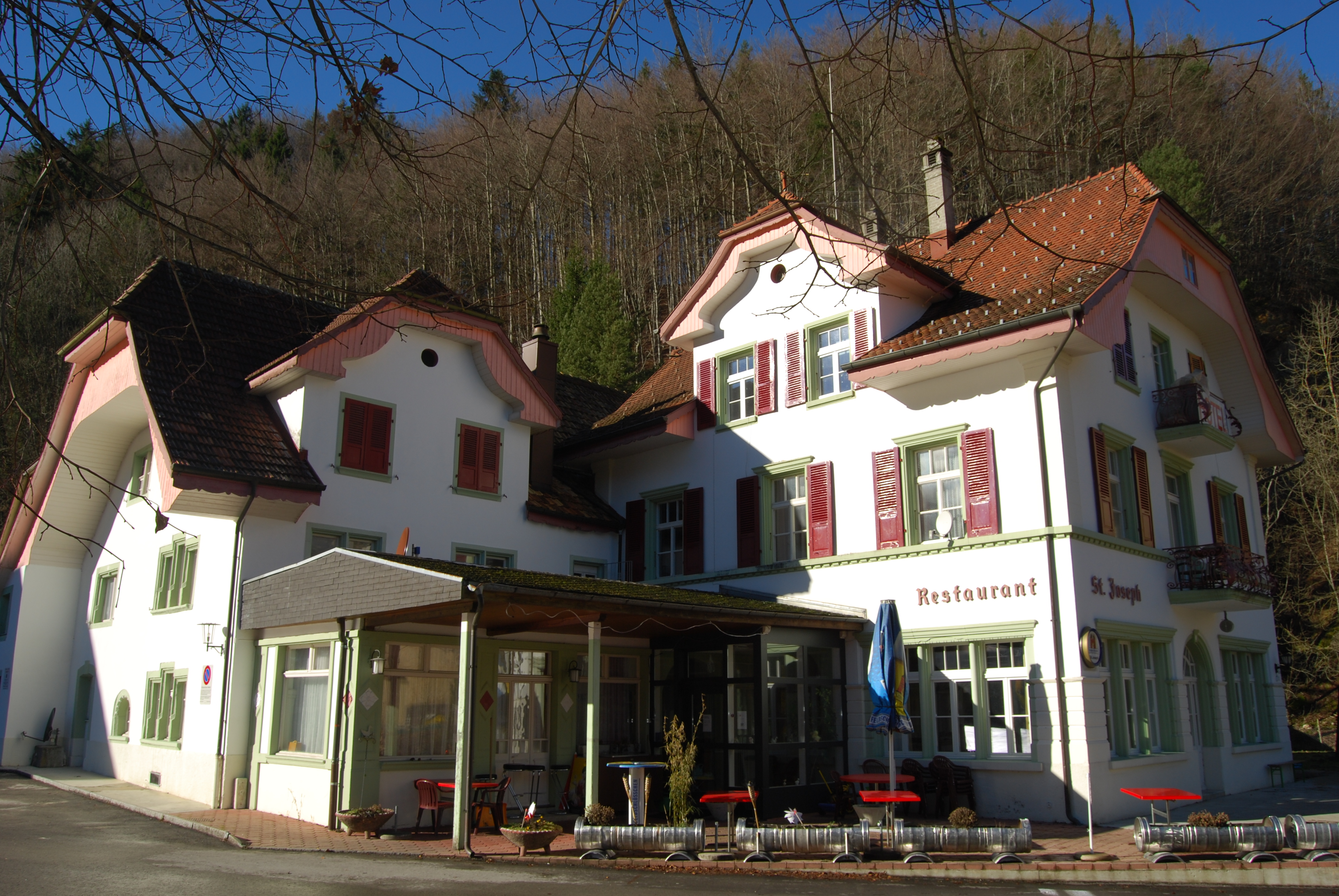
Restaurant und Hotel St. Joseph in Gänsbrunnen

Die junge Raus fliesst zunächst in nordöstlicher Richtung südlich an der Binzstrasse entlang durch Talfettwiesen und erreicht nach etwa 400 Metern den Südwestzipfel des Dorfs Gänsbrunnen. 
Dort stösst sie auf die Hauptstrasse 30, die sie auf ihrem weiteren Weg bis zur Mündung eng begleiten wird. Die Raus läuft an der Jugendherberge Zentrum zum Mühlehof und dann am  Arbeiterhotel St. Joseph vorbei. Das Haus St. Joseph ist ein durch die Haager Konvention geschütztes Kulturgut.

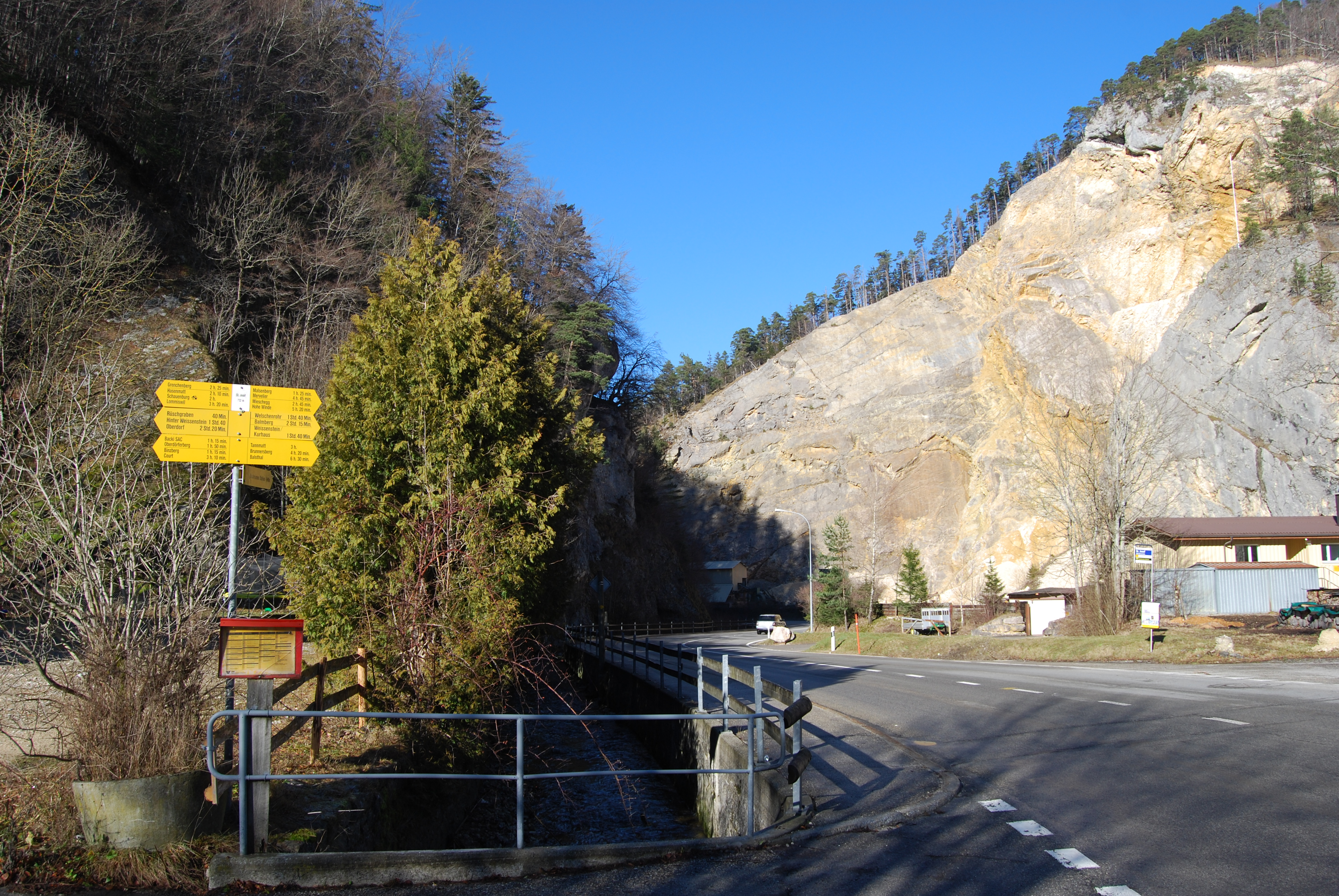
Der Steinbruch in Gänsbrunnen (vorne links die Raus)

Etwas bachabwärts durchbricht die Raus eine mächtige Gesteinsformation aus Mergel-, Mikrit- und bioklastischen Kalkgesteinen des Faltenjuras. Auf der rechten Seite des Bachs steht dort beim Müliberg ein grosser Steinbruch, der von der Firma STEGAG Steinbruch AG im Tagbau betrieben wird.  Verarbeitet werden reiner bis wenig mergeliger, gebankter Kalk mit Stromatolithen und Zwischenlagen aus Mergel und Dolomit.

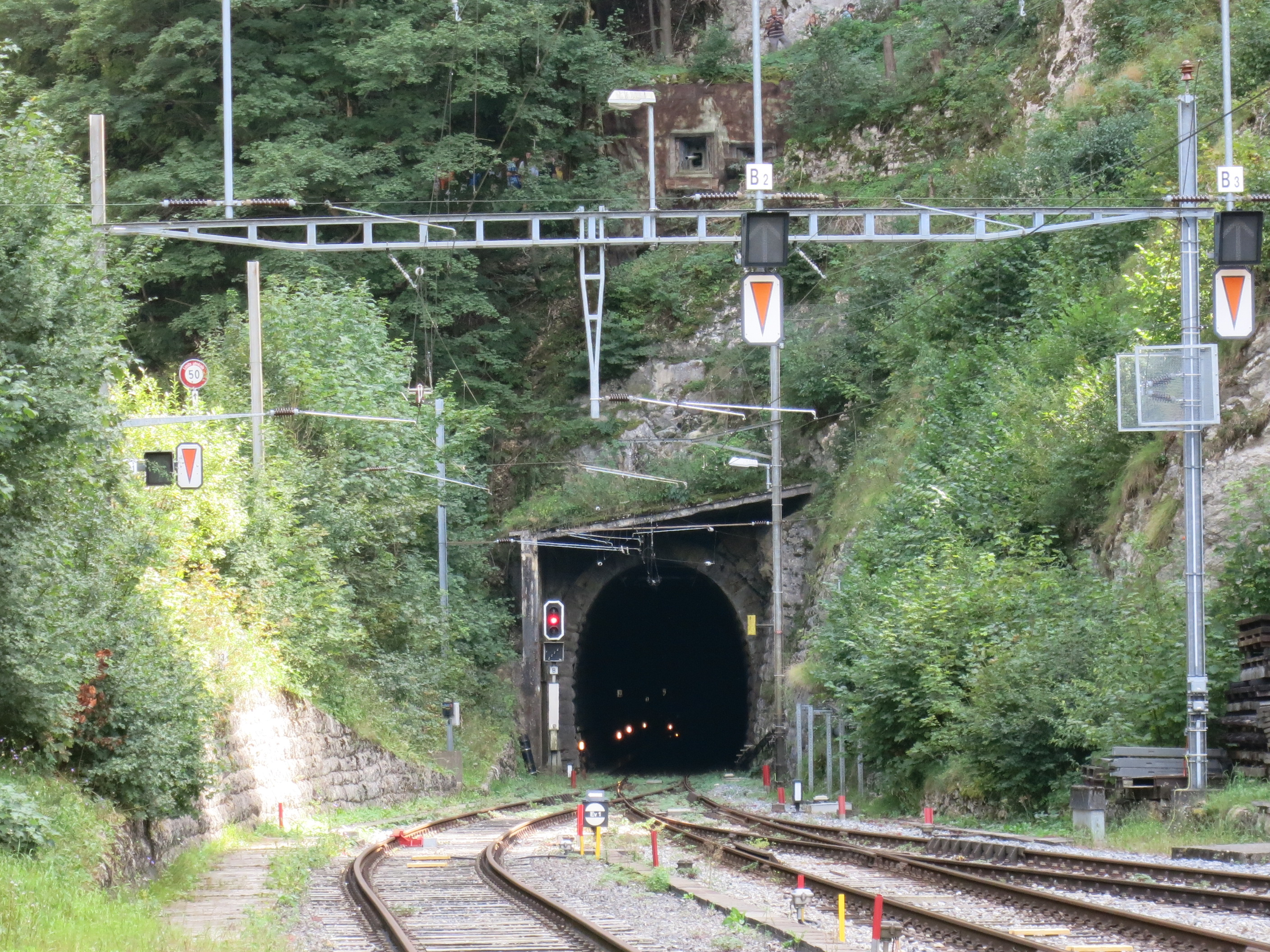
Das Nordportal des Weissensteintunnels in Gänsbrunnen, darüber ein Bunker der Sperrstelle Gänsbrunnen (2016)

Auf der linken Seite verlässt dort die Bahn der Bahnstrecke Solothurn–Moutier den am 1. August 1908 eröffneten Weissensteintunnel und tritt wieder an die Oberfläche. Diese Bahnlinie wird der Raus auf ihrem Weg bis zur Mündung folgen.
Die Raus verabschiedet sich nun vom Kanton Solothurn und betritt das Gebiet der zum Verwaltungskreis Berner Jura gehörenden Einwohnergemeinde Crémines. Sie fliesst dann durch die Kluse von Crémines nordwestwärts an dem auf ihrer rechten Seite stehenden Bahnhof Gänsbrunnen vorbei und wird gleich darauf auf derselben Seite vom aus dem Ostnordosten aus dem Graben Les Rougés kommenden Ruisseau le Baucher gespeist. Auf den Schluffgesteinen der dortigen Hügel der Pâturage de l'Envers auf der linken Seite haben sich Hangschutt, Hang- und Schwemmlehme abgelagert, die von Zahnwurz-Buchenwald und Waldmeister-Buchenwald bedeckt sind. In den höheren Lagen dominieren Kammgrasweiden, die zur Sömmerung genutzt werden. Im En Sonchal auf der anderen Seite überwiegen Wytweiden. Gut einen halben Kilometer später nimmt sie auf ihrer rechten Seite den Ruisseau Combe Pré Girard auf. 
Knapp 400 Meter bachabwärts fliesst die Raus an der auf ihrer rechten Seite liegenden Bahnstation Crémines-Zoo vorbei. Einige hundert Meter östlich befindet sich dort die Schlucht Sur les Vaivres, durch die ein Weg zur Eishöhle Les Creux de Glace führt. Die Felsen in der Schlucht sind vor allem Kalkgesteine aus der Reuchenette Formation des Kimmeridgiums, der mittleren chronostratigraphischen Stufe des Oberjura im Jura.
Die Raus läuft dann südlich am 1972 gegründeten und 5 Hektaren grossen Zoo Sikypark vorbei und wendet sich danach nach Nordwesten. Dabei fliessen ihr auf ihrer linken Seite der Ruisseau Clos Mertenat und sofort danach auf der anderen Seite der aus dem Zoo kommende Ruisseau de la Lamenn zu. Etwas später wird sie auf der linken Seite vom Ruisseau Prés Ladans gestärkt. Die Raus fliesst nun in nordwestlicher Richtung durch ein Tal mit abgelagerten Alluvialböden und Schwemmlehmen, welche von Buchenwäldern und Talfettwiesen bedeckt sind. Gut einen halben Kilometer später wird sie südwestlich der 751 m ü. M. hohen Les Montegnattes auf ihrer rechten Seite vom aus dem Osten kommenden Ruisseau Droit des Vaivres gespeist. Die Eisenbahnlinie entfernt sich dort von der Raus, schlägt einen weiten Bogen nach rechts bis nach Corcelles BE, um sich ihr dann zwischen Crémines und Grandval BE langsam wieder anzunähern.
| Name    | Länge in km | EZG in km² | MQ in m³/s |
| ------- | ----------- | ---------- | ---------- |
| Raus    | 6,55        | 12,59      | 0.24       |
| Gaibiat | 3,98        | 09,99      | 0,19       |

Anmerkungen zur Tabelle
1. 1 2  Geoserver der Schweizer Bundesverwaltung
2. ↑  Bis zum Zusammenfluss mit dem Gaibiat

Die Raus durchbricht nun die aus Mergelgesteinen bestehende Jurakette und zwängt sich durch ein enges Tal zwischen den Les Montegnattes im Osten und den steilabfallenden Dô les Rochattes im Westen. Der Talboden besteht dort vorwiegend aus Hangschutt. Etwas später nimmt sie auf ihrer linken Seite den Abfluss eines kleinen Teiches auf. Auf der anderen Bachseite liegt ein stillgelegter Kalksteinbruch. Der Bach erreicht dann den Südrand von Crémines, verlässt den Buchenwald und fliesst an der auf seiner linken Seite liegenden Sportanlage Place Polysportive de Crémines vorbei.
Begleitet von der Rue de l'Industrie fliesst die Raus in fast nördlicher Richtung durch das Gewerbegebiet von Crémines, unterquert dann zunächst die Grand-Rue und unterfliesst kurz danach bei der Rue de la Jatte eine Steinbogenbrücke aus dem 19. Jahrhundert. Sie verschwindet anschliessend verrohrt in den Untergrund. Einige Meter bachabwärts wird sie auf ihrer rechten Seite von ihrem grössten Zufluss, dem aus dem Ostnordosten kommenden und dort ebenfalls verdolten Gaibiat verstärkt.

#### Von der Mündung des Gaibiat bis zur Mündung in die Birs

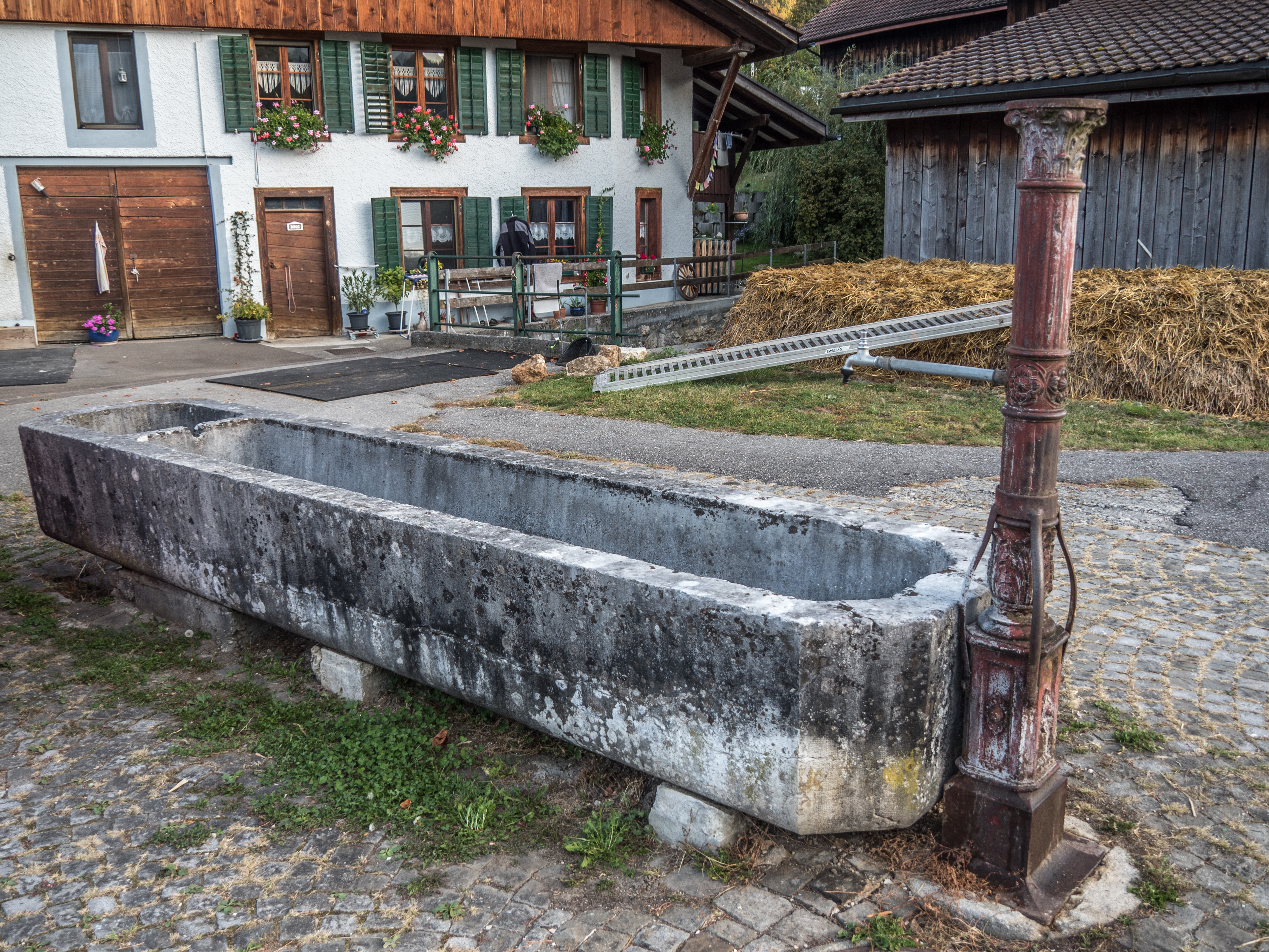
Brunnen aus dem 19. Jahrhundert

Nach dem Zufluss des Gaibiat übernimmt die Raus dessen Fliessrichtung und taucht dann westlich der Rue de la Gare wieder an die Oberfläche auf. Etwas östlich davon steht ein denkmalgeschützter Brunnen aus dem 19. Jahrhundert. Die Raus fliesst von nun an bis zu ihrer Mündung in die Birs westwärts durch das Talbecken Grandval, das im östlichen Bereich bis etwa Crémines auch Cornet genannt wird. Diese breite Talmulde wird im Norden von der Mont Raimeux-Kette und im Süden von der Graitery-Antiklinale begrenzt.
Die Raus läuft nun südwestwärts, kreuzt die Rue Albert Gobat, wendet sich dann nach Nordwesten und wird danach abermals von der Rue Albert Gobat überbrückt. Etwa 70 Meter bachabwärts laufen ihr unterirdisch verdolt bei Le Bas du Village zunächst auf ihrer linken Seite der aus dem Süden kommende Ruisseau de la Combatte und kurz danach auf der anderen Seite der Ruisseau le Grainat zu. Die Raus schlängelt sich, begleitet von dichtem Gehölz, westwärts durch Äcker und Weiden, unterfliesst dabei in Richtung Süden die Grand-Rue und wird kurz vor der Gemeindegrenze zu Grandval auf ihrer rechten Seite vom Ruisseau des Champs Colnats gespeist. Der Talboden besteht dort aus holozänen undifferenzierten Alluvialböden und wird von Hängen aus geröllführenden Sandgestein flankiert.

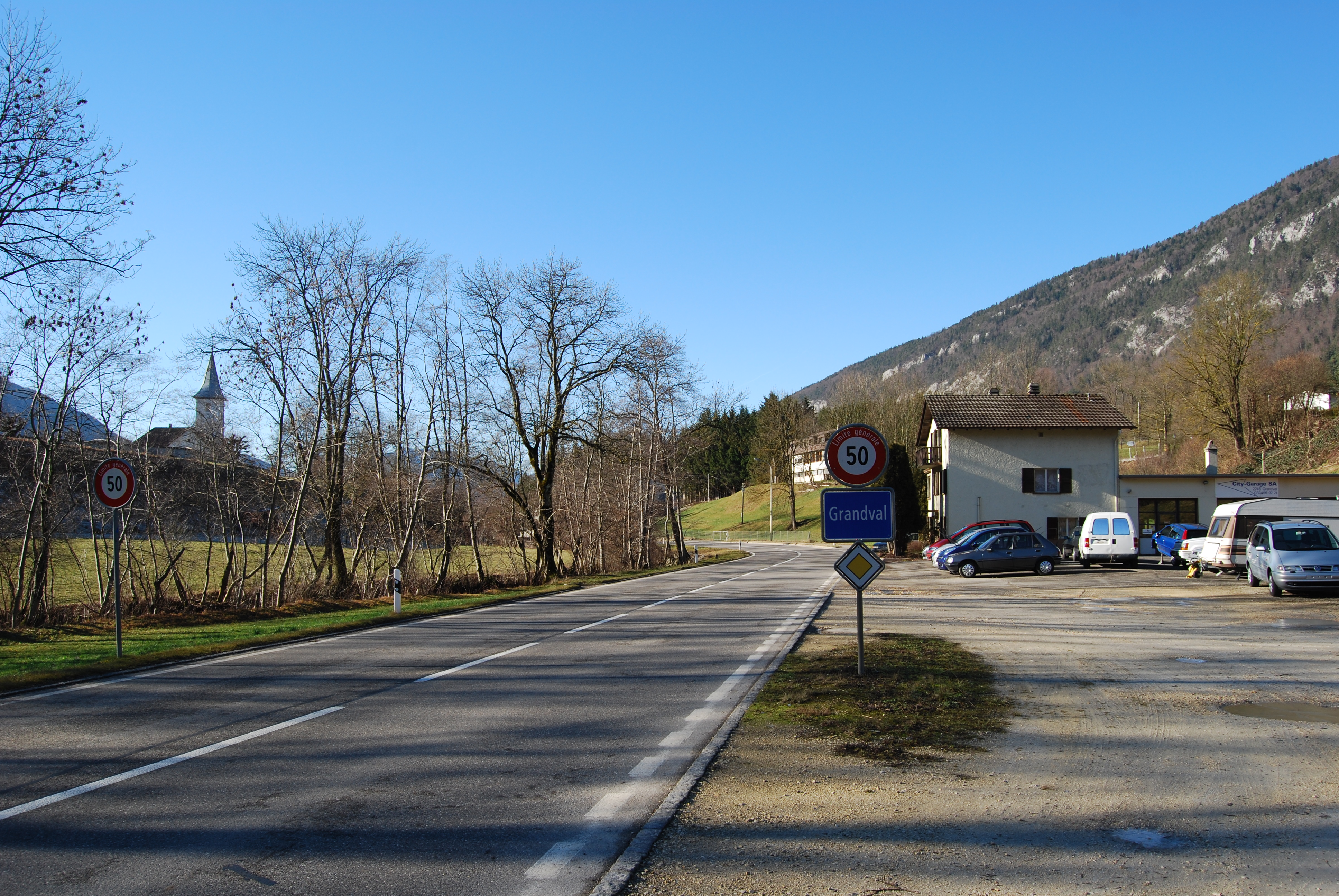
Die Grand-Rue bei Grandval im Januar, links davon die Raus und im Hintergrund eine Friedhofskirche

Die Raus passiert nun die Grenze und betritt das Gemeindegebiet von Grandval.

Die Raus mündet bei Moutier auf 520 m ü. M. von rechts in die Birs.
Der 11,44 km lange Gesamtlauf der Raus endet ungefähr 492 Höhenmeter unterhalb der Quelle ihres linken Oberlaufs Bantlibach, sie hat somit ein mittleres Sohlgefälle von circa 43 ‰.

### Einzugsgebiet
Das 41,54 km² grosse Einzugsgebiet der Raus liegt im Schweizer Juragebirge und wird durch sie über die Birs und den Rhein zur Nordsee entwässert.
Es grenzt
- im Norden und Nordosten an das Einzugsgebiet des Scheltenbachs, der in die Birs mündet;
- im Osten an das der Dünnern, die über die Aare in den Rhein entwässert;
- im Südosten an die Einzugsbiete von Wildbach, Bülletsbach und Haagbach, die alle in die Aare münden und
- im Süden und Südwesten an das Einzugsgebiet des Ruisseau de Chaluet, der in die Birs mündet.

Das Einzugsgebiet besteht zu 56,9 % aus bestockter Fläche, zu 37,8 % aus Landwirtschaftsfläche, zu 4,8 % aus Siedlungsflächen und zu 0,5 % aus unproduktiven Flächen.
Flächenverteilung
Die mittlere Höhe des Einzugsgebietes beträgt 896,5 m ü. M. Der höchste Punkt ist die zur Weissenstein-Kette gehörende Hasenmatt mit einer Höhe von 1445 m im Süden des Einzugsgebietes.

### Zuflüsse

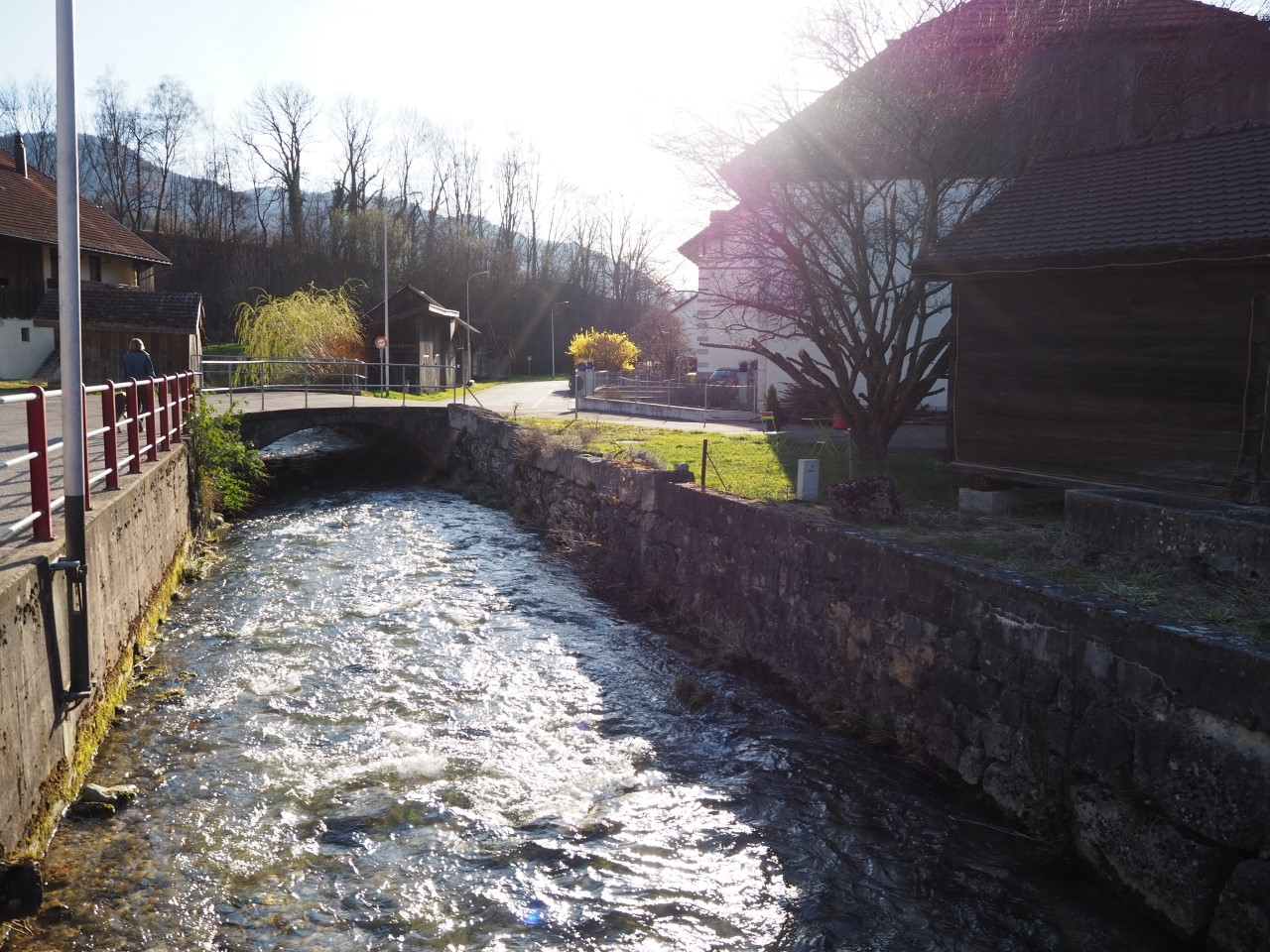
Der Gaibiat

Vom Ursprung bis zur Mündung. Namen nach dem Geoportal des Kantons Bern. Orographische Zuflussrichtung (rechts/links). Daten nach dem Geoserver der Schweizer Bundesverwaltung: Länge in Kilometer (km), Einzugsgebiet in Quadratkilometer (km²), Mittlerer Abfluss (MQ) in Kubikmeter pro Sekunde (m³/s). Koordinaten der Mündung , Mündungshöhe in Meter über Meer (m ü. M.)
- Bantlibach (linker Quellbach, Hauptstrang), 2,6 km, 4,06 km², , 751,5 m ü. M.
- Rüschbach  (rechter Quellbach, Nebenstrang), 1,6 km, 3,22 km², 0,07 m³/s
- Ruisseau le Baucher[Z 1] (rechts), 0,5 km, , 717,8 m ü. M.
- Ruisseau Combe Pré Girard[Z 2] (rechts), 1,0 km, , 702,2 m ü. M.
- Ruisseau Clos Mertenat[Z 3] (links), 1,2 km, , 690,3 m ü. M.
- Ruisseau de la Lamenn[Z 4] (rechts), 0,7 km, , 689 m ü. M.
- Ruisseau Prés Ladans[Z 5][33] (links), 1,0 km, , 687 m ü. M.
- Ruisseau Droit des Vaivres[Z 6][33] (rechts), 0,6 km, , 649,2 m ü. M.

- Le Gaibiat[33] (rechts), 4,0 km, 9,99 km², 0,19 m³/s, , 610,6 m ü. M.
- Ruisseau de la Combatte[Z 7][33] (links), 1,3 km, 1,14 km², , 605,4 m ü. M.
- Ruisseau le Grainat[Z 8][33] (rechts), 1,0 km, , 604,1 m ü. M.
- Ruisseau des Champs Colnats[Z 9][33] (rechts), 0,2 km, , 598,1 m ü. M.
- Ruisseau des Préaies[Z 10][33] (rechts), 0,7 km, 0,98 km², , 593,2 m ü. M.
- Ruisseau de Clos Dessus[Z 11][33] (links), 1,0 km, , 589,7 m ü. M.
- Ruisseau des Champs de Combe[Z 12][33] (rechts), 0,6 km, , 587,5 m ü. M.
- La Galliarde[Z 13][33] (links), 0,3 km, , 584,1 m ü. M.
- Ruisseau des Deutes[Z 14][33] (rechts), 0,4 km, , 583,5 m ü. M.
- Ruisseau des Champs Derniers[Z 15][33] (rechts), 0,5 km, , 579,3 m ü. M.
- La Combatte[Z 16] (links), 0,4 km, , 573,9 m ü. M.
- Le Bésergie[Z 17] (Ruisseau de Heurtous) (links), 3,0 km, 3,3 km², , 566,8 m ü. M.
- Ruisseau des Champorat[Z 18] (links), 1,0 km, , 561,1 m ü. M.
- Ruisseau des Adieux[Z 19] (links), 0,4 km, , 551,1 m ü. M.
- Ruisseau le Creux[Z 20][33] (rechts), 0,6 km, , 550,8 m ü. M.
- Les Chaudières[Z 21] (links), 2,7 km, 2,95 km², , 537 m ü. M.
- Ruisseau Weidli[Z 22] (Ruisseau de Neufs Champs) (links), 2,3 km, 1,85 km², , 535,7 m ü. M.

Einzelnachweise
Die Namen der Zuflüsse auf dem Geoportal des Kantons Bern:
1. ↑  Ruisseau le Baucher
2. ↑  Ruisseau Combe Pré Girard
3. ↑  Ruisseau Clos Mertenat
4. ↑  Ruisseau de la Lamenn
5. ↑  Ruisseau Prés Ladans
6. ↑  Ruisseau Droit des Vaivres
7. ↑  Ruisseau de la Combatte
8. ↑  Ruisseau le Grainat
9. ↑  Ruisseau des Champs Colnats
10. ↑  Ruisseau des Préaies
11. ↑  Ruisseau de Clos Dessus
12. ↑  Ruisseau des Champs de Combe
13. ↑  La Galliarde
14. ↑  Ruisseau des Deutes
15. ↑  Ruisseau des Champs Derniers
16. ↑  La Combatte
17. ↑  Le Bésergie
18. ↑  Ruisseau des Champorat
19. ↑  Ruisseau des Adieux
20. ↑  Ruisseau le Creux
21. ↑  Les Chaudières
22. ↑  Ruisseau Weidli

### Orte
Vom Ursprung zur Mündung. Direkte Anlieger kursiv
Kanton Solothurn
- Bezirk Thal
  - Welschenrohr-Gänsbrunnen
    - Gänsbrunnen (überwiegend auf der linken Seite)

Kanton Bern
- Verwaltungskreis Berner Jura
  - Crémines (überwiegend auf der rechten Seite)
  - Grandval (auf beiden Seiten)
  - Belprahon (auf der rechten Seite)
  - Eschert (auf beiden Seiten)
  - Moutier (auf beiden Seiten)

Ortschaften entlang der Raus …
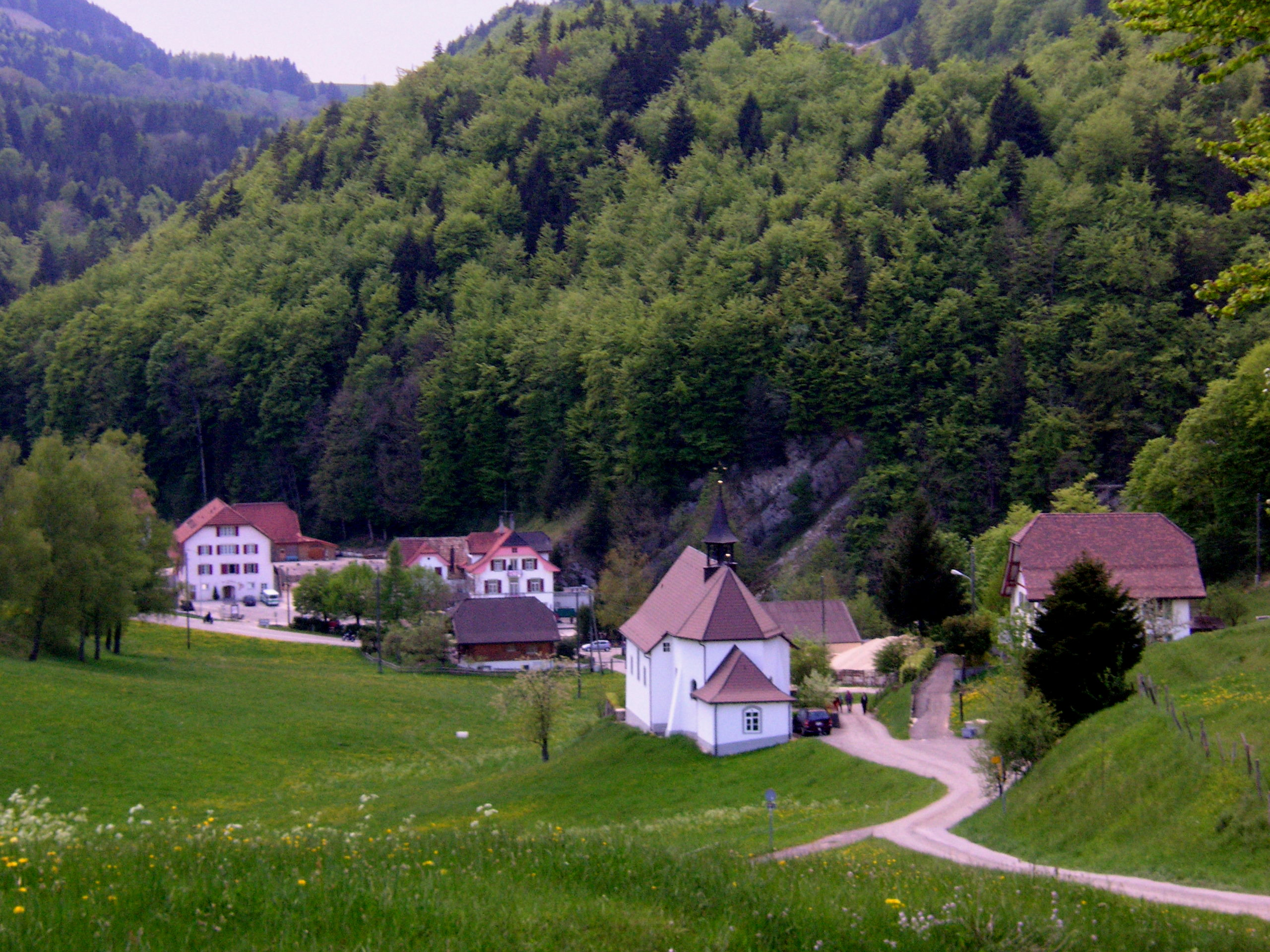
… vom Ursprung südlich von Gänsbrunnen
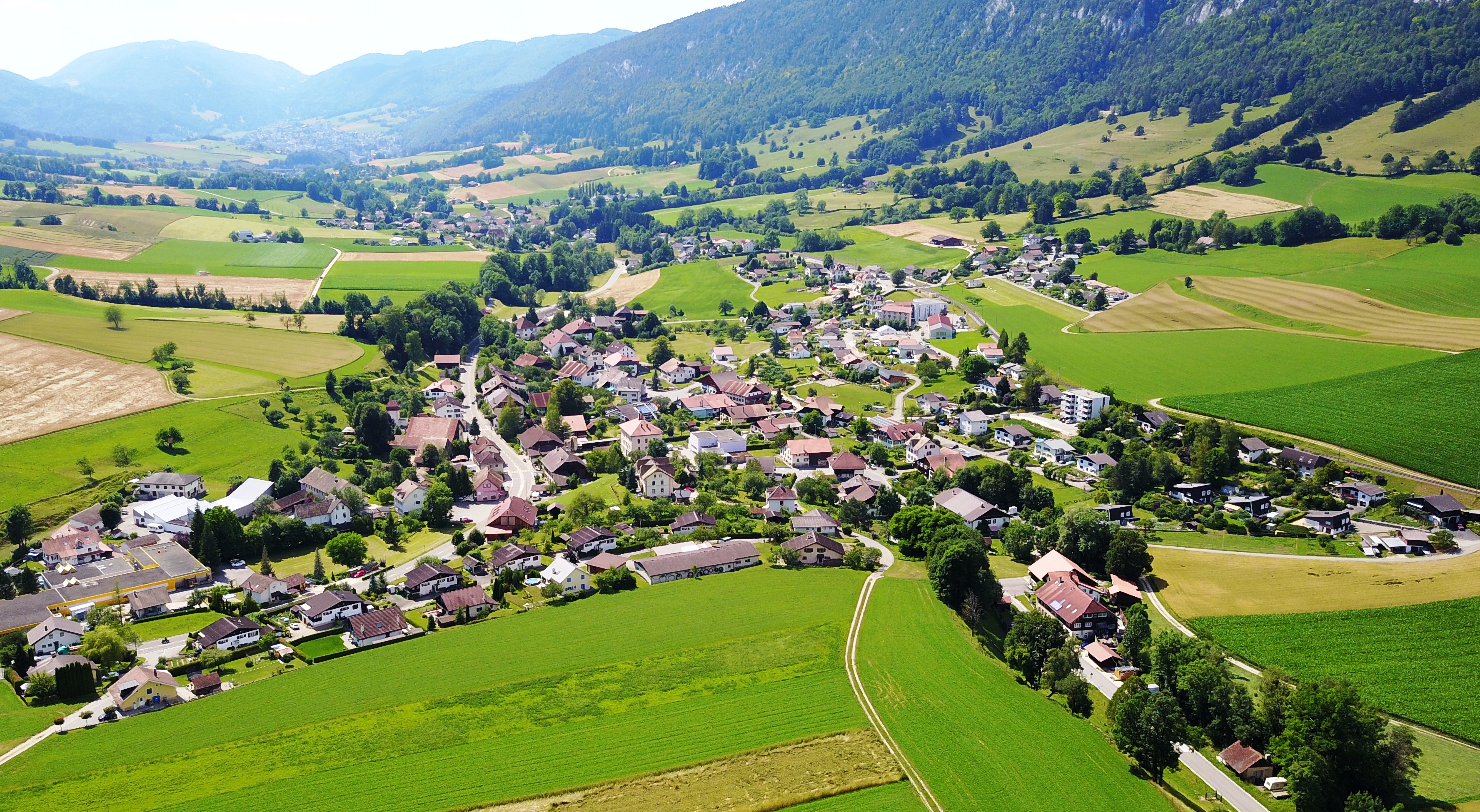
… über Crémines,
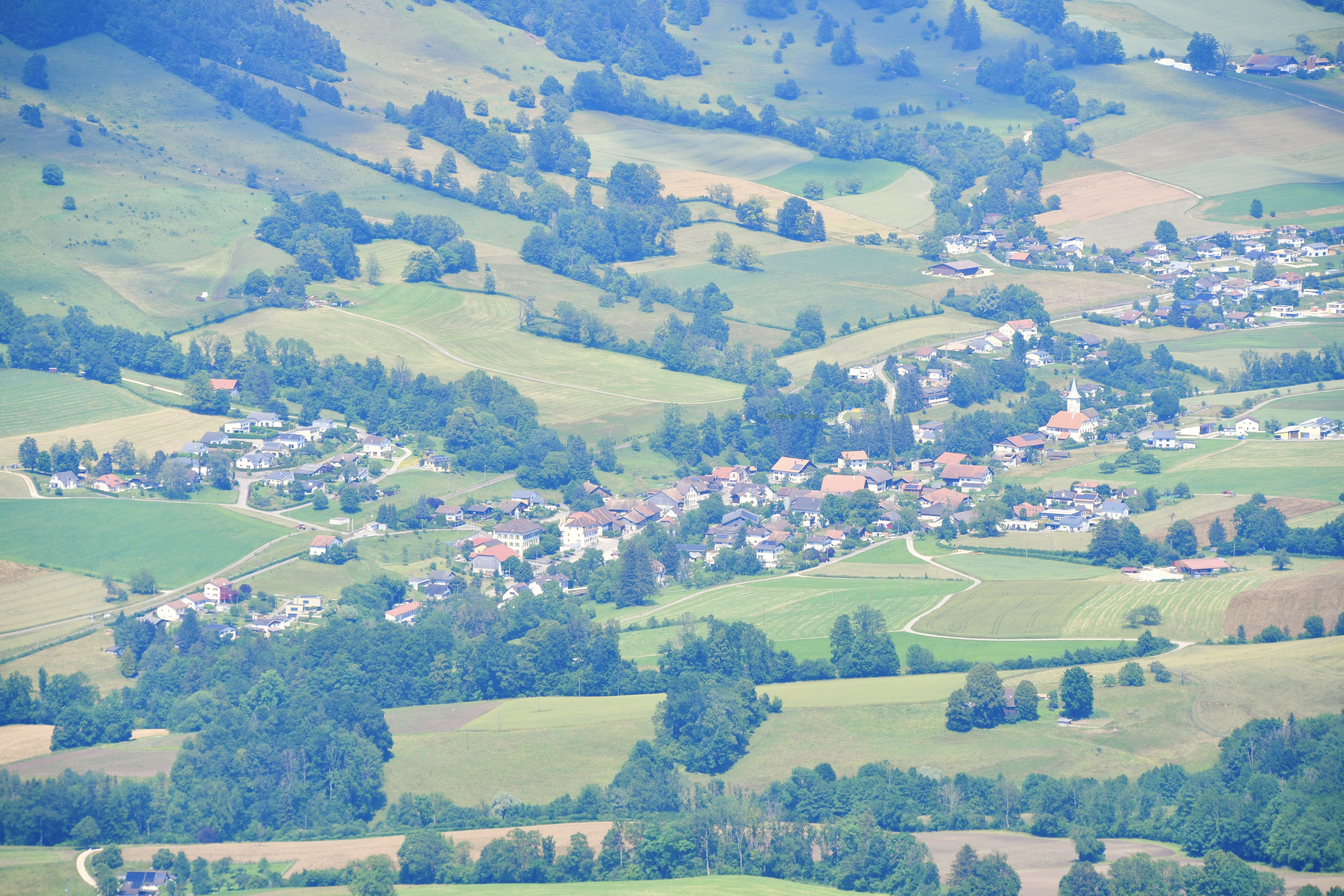
… Grandval,
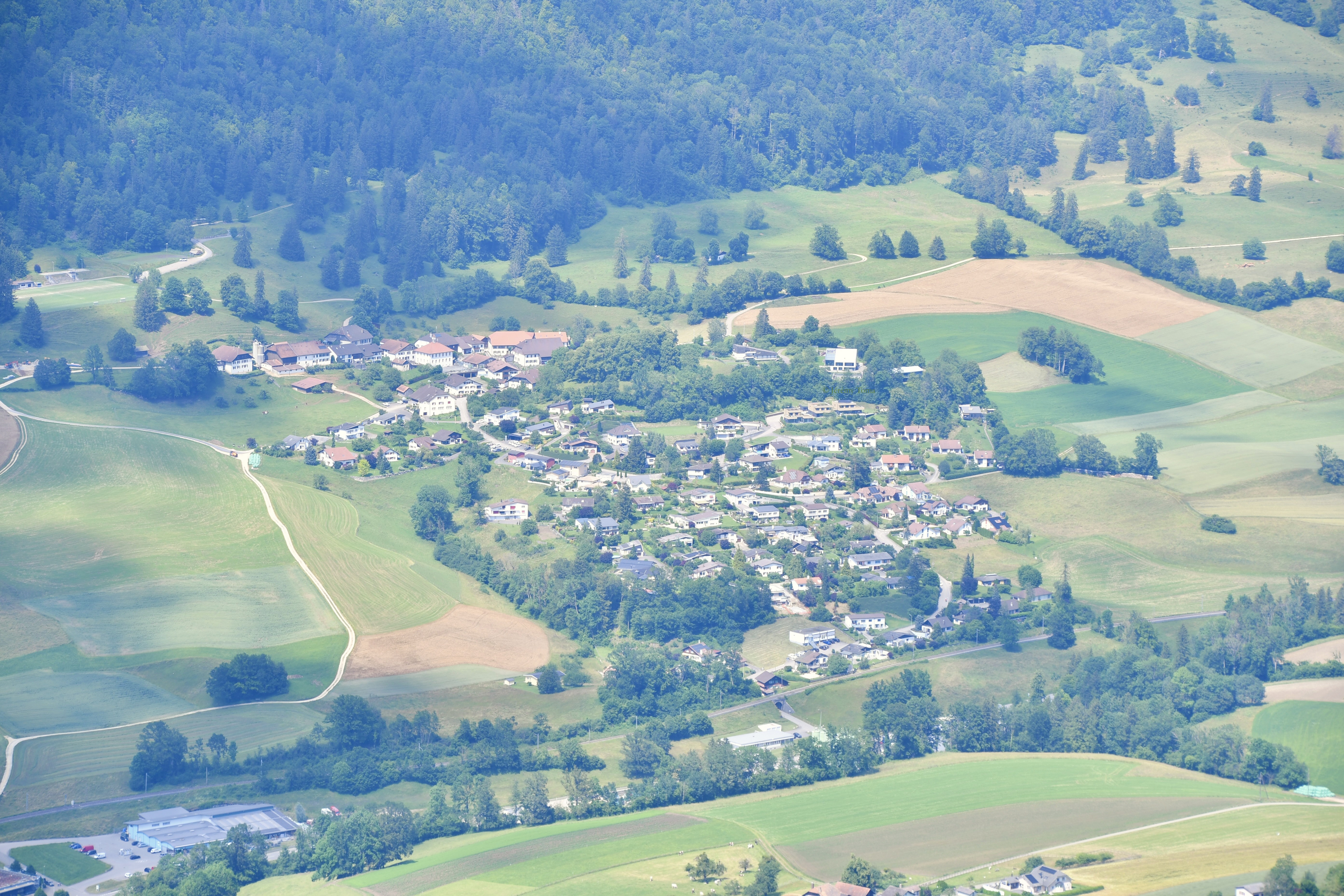
… Belprahon
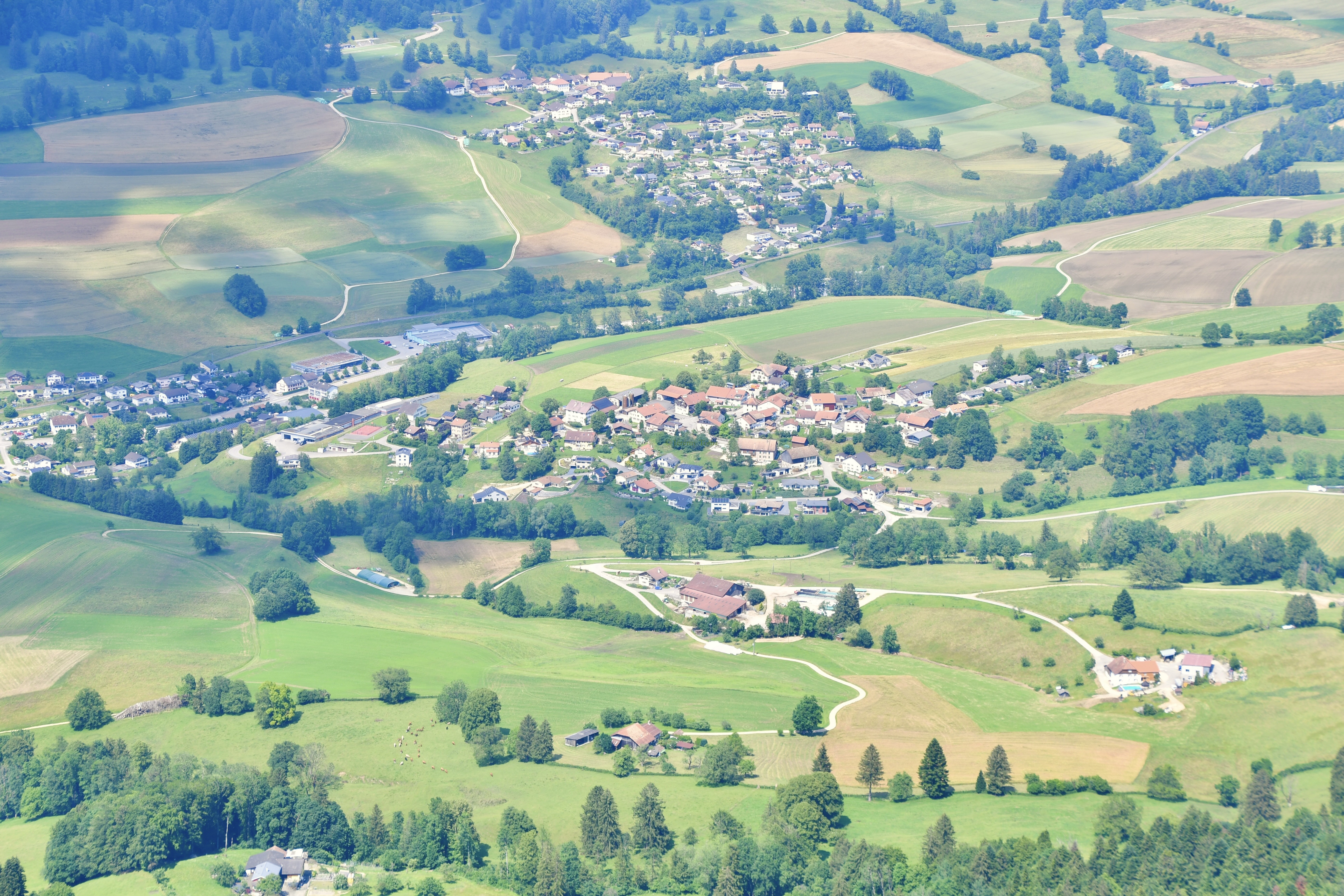
… und Eschert
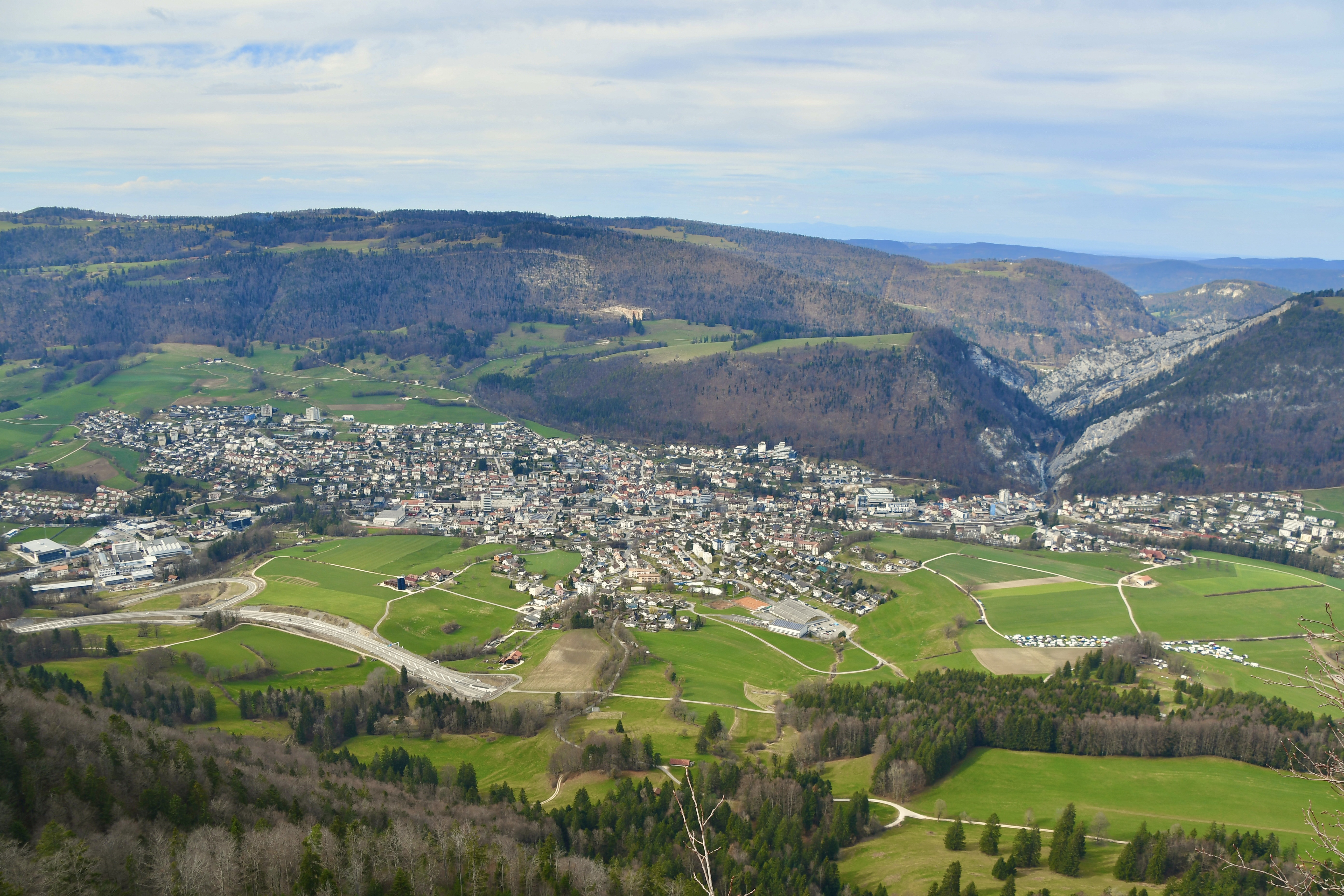
… bis zur Mündung in Moutier.

## Hydrologie
Bei der Mündung der Raus in die Birs beträgt ihre modellierte mittlere Abflussmenge (MQ) 760 l/s. Ihr Abflussregimetyp ist nivo-pluvial jurassien, und ihre Abflussvariabilität beträgt 18.

## Verkehr

### Eisenbahn
Durch das Tal der Raus führt die Bahnstrecke Solothurn–Moutier, die die Raus von der Station Gänsbrunnen über die Stationen Crémines-Zoo, Corcelles BE, Crémines, Grandval bis nach Moutier begleitet.

Eisenbahnstationen entlang der Raus
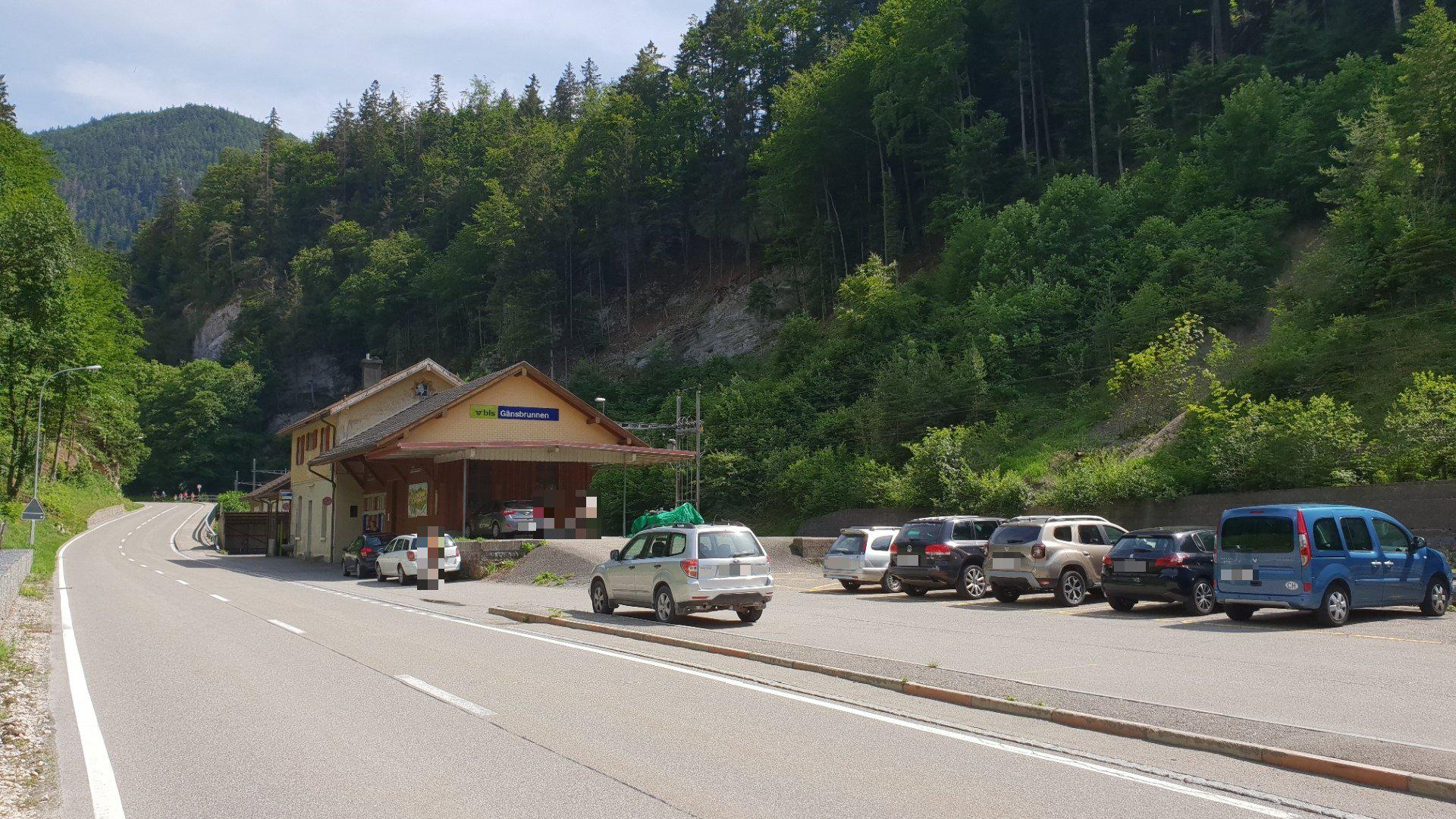
Bahnhof Gänsbrunnen
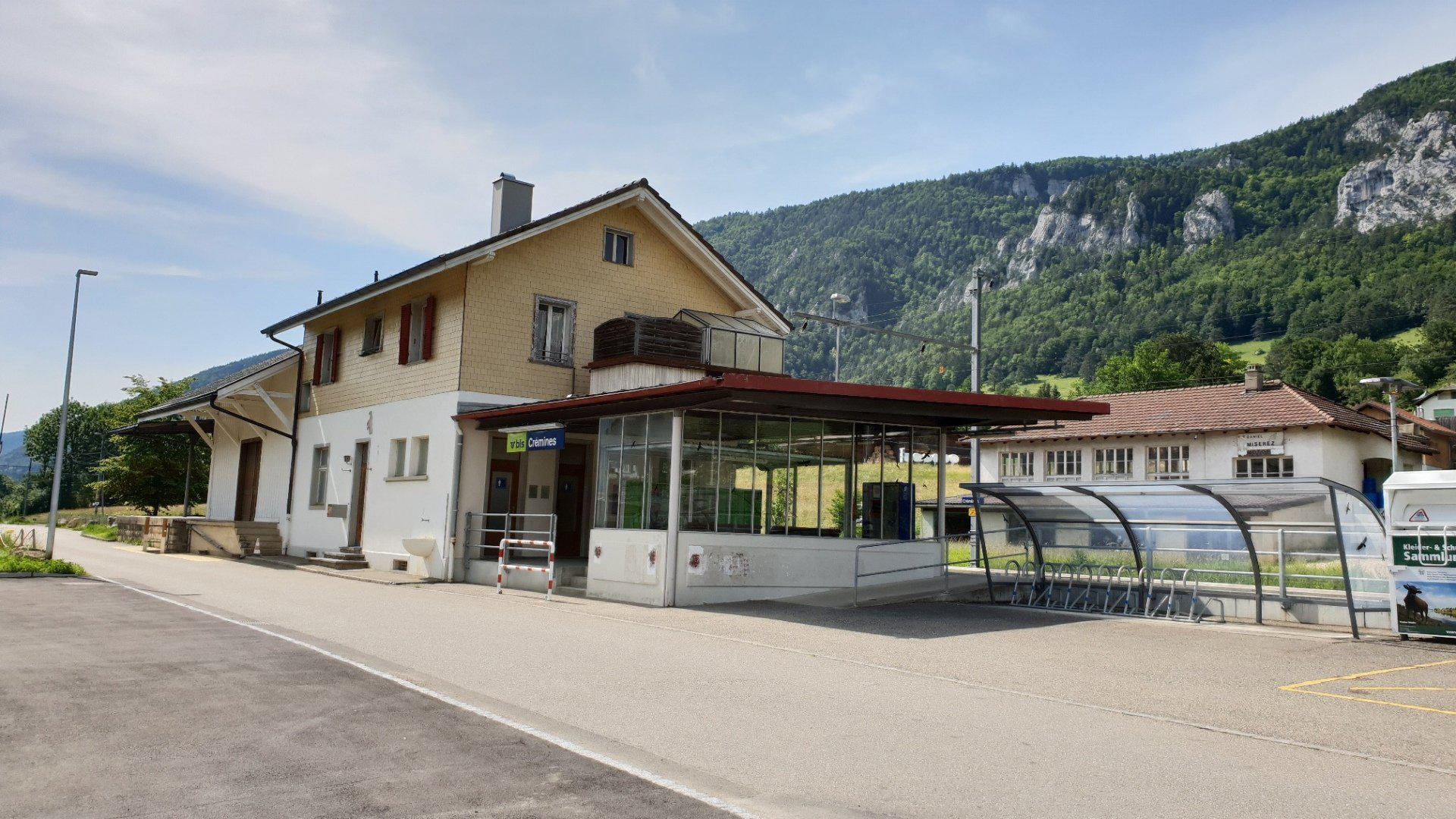
Bahnhof Crémines
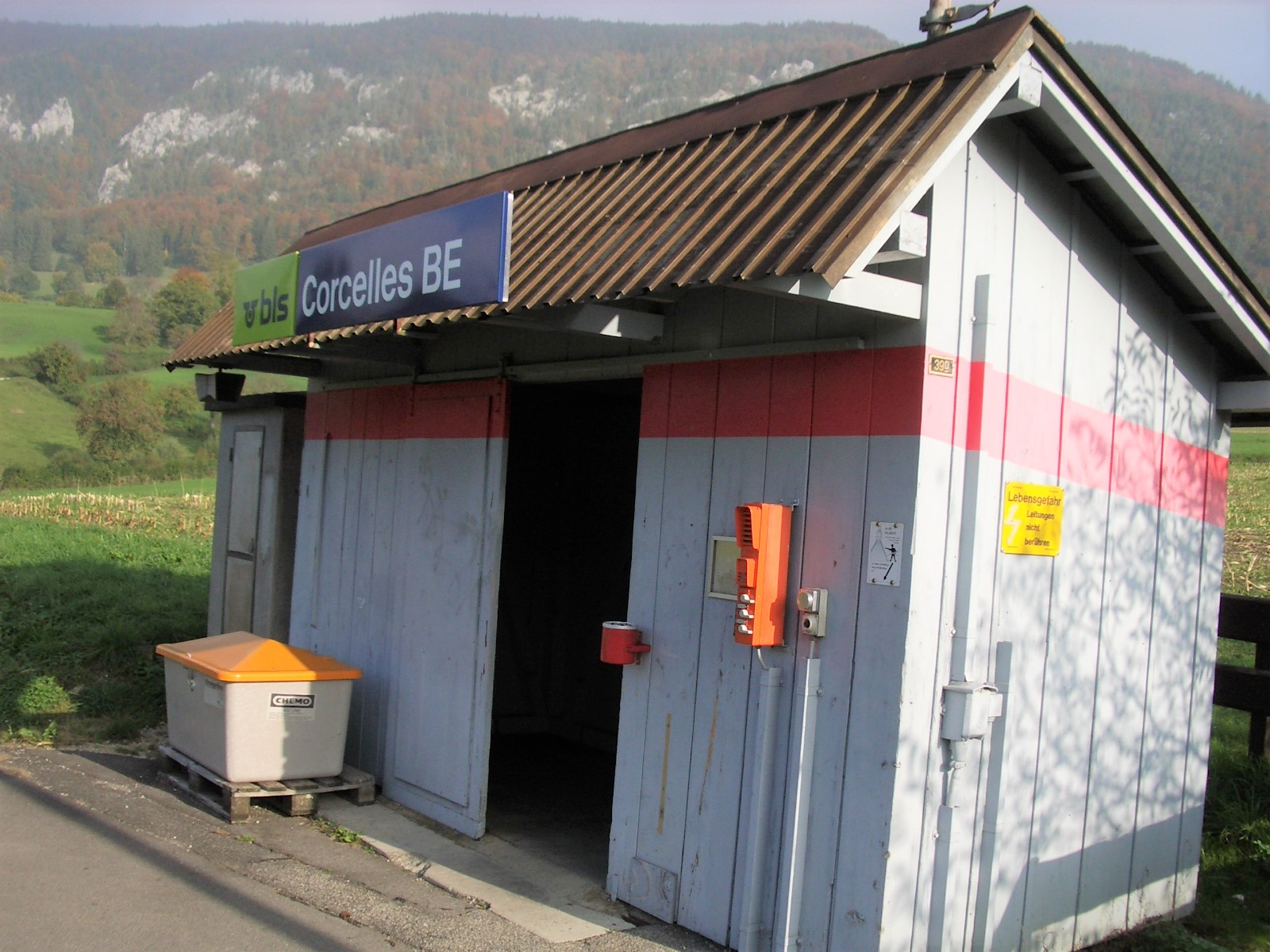
Station Corcelles
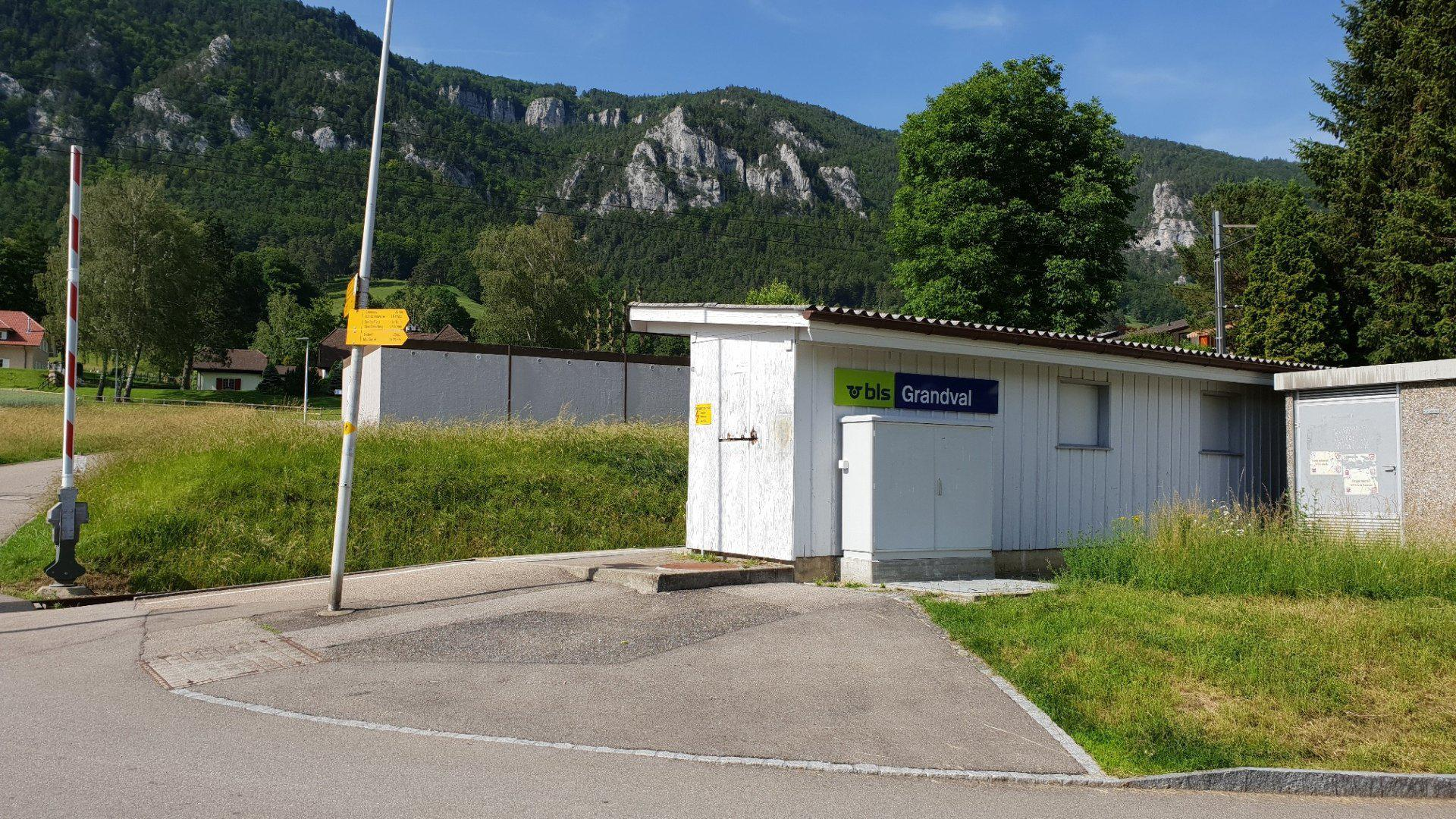
Station Grandval

### Strassen
Entlang der Raus führt die Hauptstrasse 30, örtlich auch Grand-Rue genannt, die Verbindungsstrasse zwischen Moutier und Balsthal, deren Abzweigung bei Gänsbrunnen auf die Passhöhe Weissenstein führt.

### Brücken
Insgesamt wird die Raus 15-mal überbrückt, davon zweimal von der Eisenbahn und dreizehn Mal von Strassen. Bei Crémines überquert die Grand-Rue zweimal die Raus.

Steinbogenbrücken über die Raus
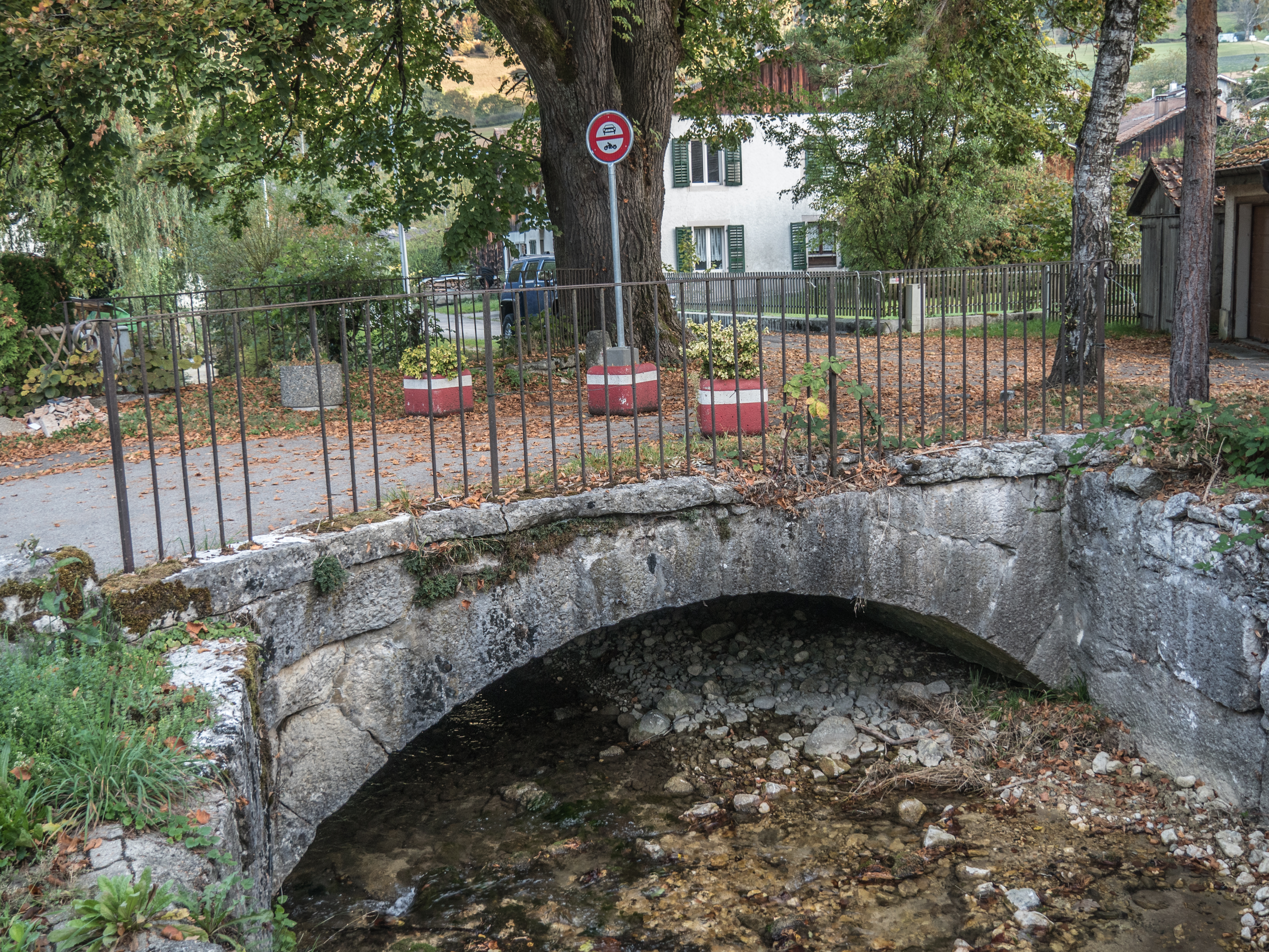
Brücke (19. Jh.) in Crémines
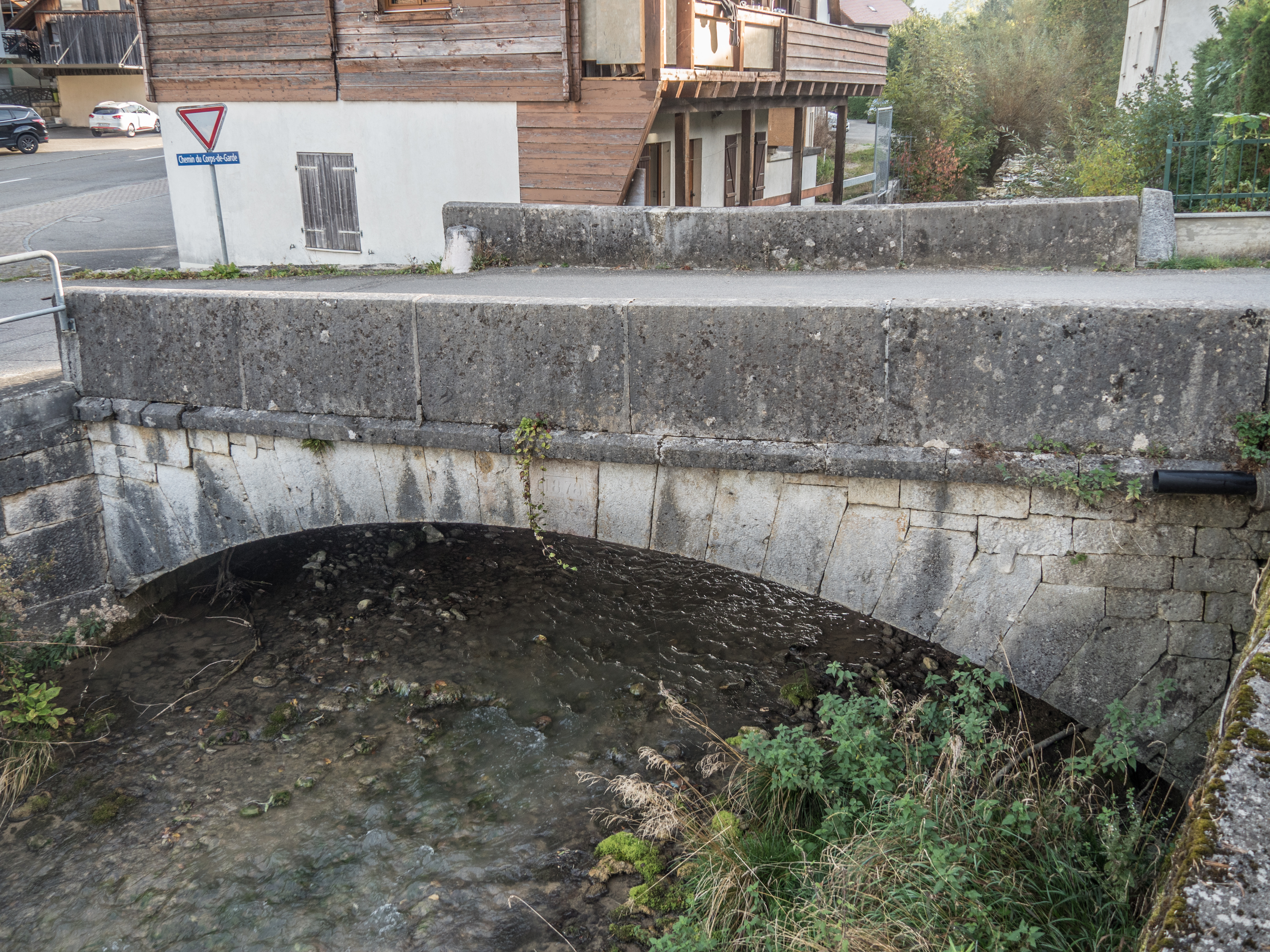
Brücke (1878) in Grandval
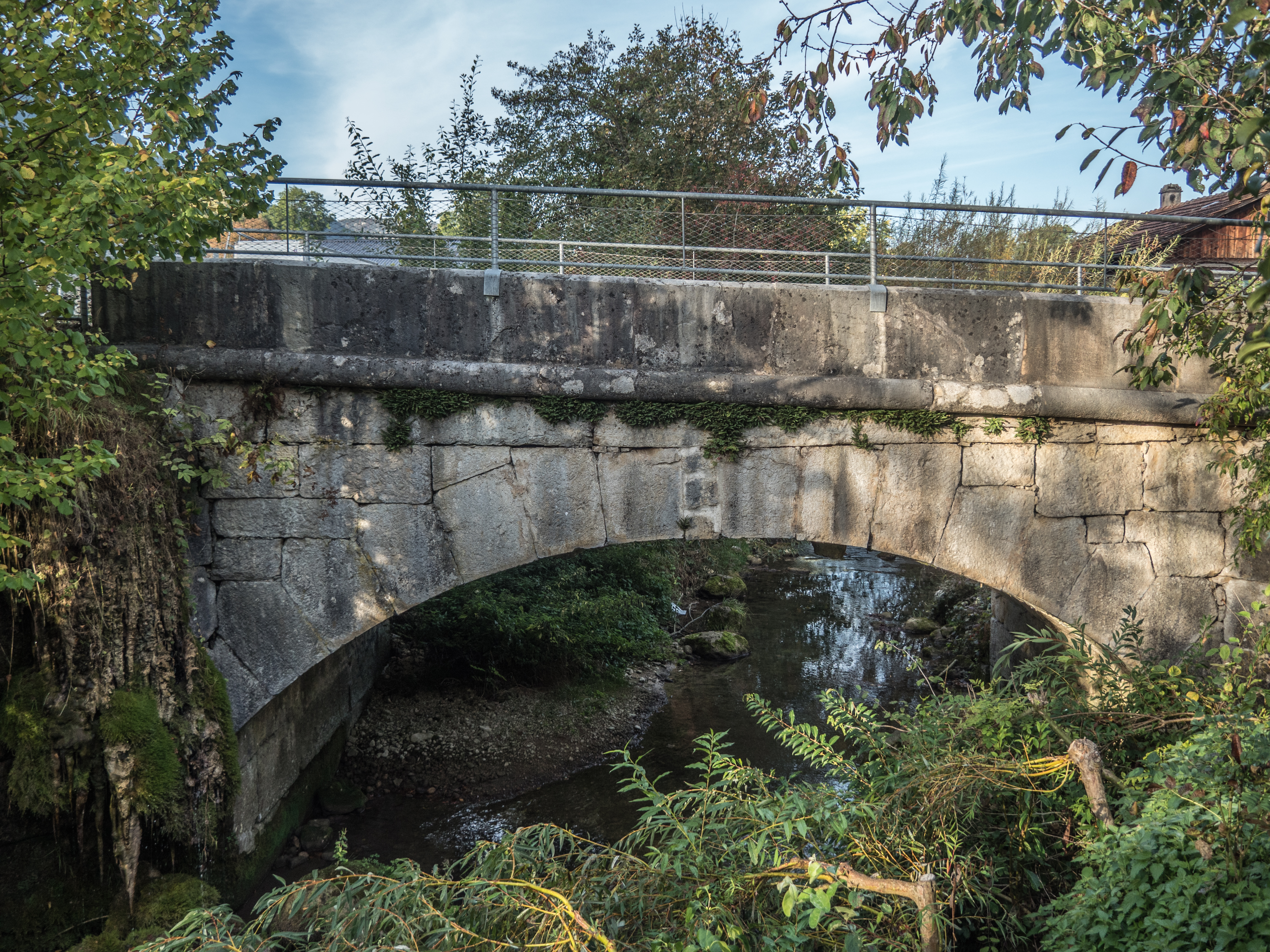
Brücke (2. Hälfte 19. Jh.) in Eschert